# The Toy Wife
The Toy Wife is een dramafilm uit 1938 onder regie van Richard Thorpe. De film is gebaseerd op het toneelstuk Frou-four van Henri Meilhac en Ludovic Halévy, dat in 1869 voor het eerst te zien was in Parijs. Destijds werd de film in Nederland uitgebracht onder de titel Het Kind-vrouwtje.

## Plot
De film speelt zich aan het begin van de negentiende eeuw af, op een plantage in Louisiana. De 16-jarige Gilberte 'Frou Frou' Brigard is een flirterig meisje dat onlangs is teruggekeerd van een kostschool in Frankrijk. Ze heeft een oogje op een tandarts uit New Orleans en doet alsof ze kiespijn heeft, zodat ze hem kan bezoeken. Ze krijgt toestemming om naar New Orleans te reizen, op voorwaarde dat ze met Madame Vallaire als haar begeleidster vertrekt.
Frou Frou is niet van plan opgescheept te zitten met Vallaire en sluipt stiekem was als zij niet oplet. Ze belandt op een bal, waar ze kennismaakt met Vallaire's zoon Andre. Ze wordt verliefd op hem, maar gaat later die avond weg om met haar oudere zus Louise te zorgen voor George Sartoris, een oude familievriend. George is onlangs neergestoken met een mes, toen hij een blanke man beschuldigde van de moord op een jonge slaaf. Louise is stiekem verliefd op George, maar weet dat hij enkel oog heeft voor Frou Frou en moedigt hem aan met haar zus te trouwen.
Er gaan vijf jaren voorbij. Frou Frou is getrouwd met George en is druk bezig met de opvoeding van hun 4-jarige zoon Georgie. George is niet tevreden met zijn vrouw, omdat zij na al die jaren huwelijk zich nog steeds niet volwassen kan gedragen. Hij vreest dat haar gebrek aan ervaring als huisvrouw het einde zou kunnen betekenen voor hun huwelijk en schakelt de hulp van Louise in om hen te helpen.
Terwijl Louise het huishouden op zich neemt, werkt Frou Frou samen met Andre aan een amateuristisch toneelstuk. Ze wordt al snel jaloers op Louise, omdat haar zoon en man liever met haar omgaan. Ze confronteert haar eigen zus, die haar verzekert dat ze enkel haar huwelijk wil redden. Frou Frou is er echter van overtuigd dat George een affaire heeft met Louise en gaat ervandoor met Andre. Zes maanden later sterft haar vader aan een hartaanval, nadat hij hoort dat Frou Frou in New York is gaan wonen met haar minnaar.
Het fortuin dat Frou Frou zou erven, schenkt ze aan haar zoon. Haar leven met Andre blijkt niet zo kleurrijk als gedacht, omdat hij gokproblemen heeft en er financieel slecht voor staat. Ze reizen terug naar New Orleans, waar George zijn rivaal uitdaagt tot een duel. Hoewel men verwacht dat Andre het gevecht zal winnen, wordt hij gedood door George. Frou Frou keert hierna terug naar haar man, die geteisterd wordt door armoede. Frou Frou heeft ondertussen een ernstige longontsteking opgelopen. George weigert zijn echtgenote te zien, totdat Louise hem ervan overtuigt dat ze enkel een goede vrouw wil zijn. Hij vergeeft zijn vrouw, die in zijn armen sterft nadat ze hem vertelt dat Louise een goede echtgenote voor hem zal zijn.

## Rolbezetting
| Acteur         | Personage                                |
| -------------- | ---------------------------------------- |
| Luise Rainer   | Gilberte 'Frou Frou' Brigard             |
| Melvyn Douglas | George Sartoris                          |
| Robert Young   | Andre Vallaire                           |
| Barbara O'Neil | Louise Brigard                           |
| H.B. Warner    | Victor Brigard                           |
| Alma Kruger    | Madame Vallaire                          |
| Libby Taylor   | Suzanne                                  |
| Alan Perl      | George Charles Rondell 'Georgie' Satoris |

## Achtergrond
De film is de vijfde en nochtans laatste verfilming van het toneelstuk. Voordat de makers kozen voor de titel The Toy Wife, droeg het de werktitel Mlle. Froufrou. Richard Thorpe, de regisseur, zou na de opnames van deze film, de film The Shopworn Angel (1938) regisseren. Deze film werd echter vertraagd, waardoor hij vervangen moest worden door H.C. Potter.
Er wordt beweerd dat hoofdrolspeelster Luise Rainer mede door deze film haar contract met Metro-Goldwyn-Mayer beëindigde. Ze ontving in 1936 en 1937 een Academy Award voor Beste Actrice en had nooit eerder te maken gehad met negatieve reacties van critici. Ze stond echter bekend als een actrice waar moeilijk mee te werken valt. Dit zorgde voor irritatie bij studiobaas Louis B. Mayer. Hij probeerde haar populariteit onder het volk te breken door haar enkel rollen te geven in B-films, waaronder The Toy Wife.
De film was bedoeld als vehikel voor Rainer. Om die reden werden er enkel tegenspelers gecast die in die periode onbekend waren. Greer Garson wilde een screentest afleggen voor de rol van Louise, waarmee ze haar filmdebuut dan zou maken. Ze werd echter geweigerd door zowel Thorpe als Rainer Er lagen hoge verwachtingen bij de film, omdat destijds films over het Zuiden van de Verenigde Staten tijdens de Amerikaanse Burgeroorlog zeer succesvol waren. The Toy Wife werd echter een grote flop. Voornamelijk Rainer kreeg veel kritiek, die volgens critici een rol speelde die niet voor haar geschikt was. Desondanks had ze naar eigen zeggen enkel positieve gedachten bij de film. Dit kwam doordat ze zeer goed overweg kon met tegenspeler Douglas.